# Eduardo Ávalos
Eduardo Jorge Ávalos (Buenos Aires, 1892 ― idem, 1971) était un militaire et homme politique argentin. De sensibilité radicale, il joua un rôle de premier plan dans la révolution du 4 juin 1943, qui mit fin à la Décennie infâme, puis devint membre du GOU, comité d’officiers supérieurs qui dirigea ensuite l’Argentine pendant deux ans et dont faisait partie aussi Juan Perón. Devant les troubles d’octobre 1945, il fut amené à soulever les troupes sous son commandement et à mettre aux arrêts Juan Perón, avec qui le contentieux politique s’était accumulé. Devenu ministre de la Guerre en lieu et place de Perón, mais hésitant et réagissant mollement devant les manifestations de masse en faveur de celui-ci, il ne put empêcher Perón de s’emparer du pouvoir moins d'une semaine plus tard, le 17 octobre 1945, et se retira de la vie politique.

## Biographie
Eduardo Ávalos, alors porteur du grade de colonel, participa à la révolution du 4 juin 1943, en prenant la tête de l’une des trois colonnes qui marchèrent sur la capitale. Pendant cette progression, il fut le protagoniste d’un événement qui devait le marquer pour l’avenir : il eut, lorsqu’il décida d’envahir le terrain de l’École de mécanique de la marine, un sérieux accrochage avec des forces de la marine, qui avaient opté pour une position de neutralité. La fusillade déclenchée par la manœuvre d’Àvalos coûta la vie à 70 personnes, civiles et militaires, et ce uniquement par suite des réactions précipitées d’Ávalos et du capitaine de vaisseau Fidel Anadón, qui pourtant n’étaient pas dans des camps opposés. Ávalos ne parviendra jamais à effacer cet incident de sa conscience, ce qui fut peut-être à la base de sa réticence à réagir avec fermeté face aux manifestations en faveur de Perón le 17 octobre 1945.
En juillet 1943, Eduardo Ávalos répondit à la sollicitation de Juan Domingo Perón, lui aussi colonel encore, et se joignit, en tant que l’un des dirigeants, au Grupo Obra Unificación ou Grupo de Oficiales Unidos (Groupe des officiers unis, en abrégé GOU), comité composé d'officiers supérieurs qui allait gouverner le pays jusqu’en février 1945. Il fut, conjointement avec Juan Perón, Emilio Ramírez et Enrique P. González, l’un des dénommés « quatre colonels » qui détenaient le commandement effectif du GOU. Pendant ce temps, il entretenait des rapports très étroits avec l’Union civique radicale, en particulier avec Amadeo Sabattini. Sous le gouvernement du général Pedro Pablo Ramírez (1943-1944), directement issu de la révolution de juin 1943, Ávalos remplit la fonction de chef de garnison du vaste camp militaire de Campo de Mayo, dans la banlieue nord-ouest de Buenos Aires, puis occupera, en remplacement de Juan Perón le poste de ministre de la Guerre, jusqu’aux événements des 16 et 17 octobre 1945.
Ávalos et d’autres officiers qui avaient appuyé Perón et collaboré avec lui durant la plus grande partie de cette période, commencèrent peu à peu à avoir des différends avec lui (qui était alors ministre de la Guerre et secrétaire au Travail), en raison de ses manœuvres politiques et de plusieurs attitudes qui, à leur jugement, ne s’accordaient pas avec la tradition militaire. Ces dissensions croissantes culminèrent dans les journées agitées d’octobre 1945, et le 8 octobre, alors qu’il était général de brigade et commandant à Campo de Mayo, — rang et charge qui, conjugués, faisaient de lui le militaire en fonction le plus influent du moment —, Ávalos, ayant soulevé les troupes sous son commandement, réclama, et obtint, la démission en un premier temps, l’arrestation ensuite, de Juan Perón. Dans la foulée de ces événements, il s’empara du poste de ministre de la Guerre, et prit ainsi virtuellement la direction du pays, attendu que le président Edelmiro Farrell avait perdu tout pouvoir. Dans cette fonction, Ávalos agit cependant avec lenteur et fit preuve de peu d’efficacité dans la consolidation de son propre pouvoir, donnant de ce fait une ample marge de manœuvre à Perón, lequel, à partir de son lieu de détention sur l’île Martín García, préparait son retour à Buenos Aires.
Réorganisant le gouvernement, le nouveau ministre de la Guerre Ávalos offrit la présidence au radical Amadeo Sabattini, qui déclina cette offre et lui proposa en réponse de confier au procureur de la Cour suprême, l’historien Juan Álvarez, la formation d’un cabinet civil. Cependant, tandis que ces tractations avaient lieu, la société argentine achevait de se polariser : de larges secteurs de la société demandaient que la présidence fût remise à la Cour suprême et qu’ensuite des élections fussent rapidement convoquées, pendant que d’autres secteurs, et avec eux les militaires, souhaitaient que Farrell poursuivît son mandat de président, afin de mettre préalablement en place les conditions d’une tenue plus ordonnée de ces élections, et d’éviter ainsi un naufrage humiliant de la Révolution de 1943. Devant les pressions des différents secteurs, Ávalos cependant demeurait hésitant.
Finalement, le 17 octobre 1945, date qu’ensuite le gouvernement péroniste commémorera comme le jour de la Loyauté, se produisirent de vastes mobilisations ouvrières exigeant la libération de Perón, qui venait d’être transféré vers un hôpital de la capitale. Ávalos, qui voulait éviter des pertes de vies humaines, s’abstint de réprimer le mouvement, de crainte de voir la situation échapper à tout contrôle. Aussi choisit-il la voie de la négociation avec le dirigeant détenu, par quoi les mobilisations ouvrières finirent par obtenir que Perón fût remis en liberté et que celui-ci imposât ses conditions au ministre de la Guerre, à savoir que Farrell fût désigné président, qu’Ávalos aussi bien qu’Álvarez renonçassent à leurs fonctions ministérielles, et qu’un nouveau cabinet fût convenu entre Farrell et Perón, composé d’hommes loyaux à ce dernier.
Ultérieurement, Ávalos, à l’égal d’ailleurs de tous les autres chefs de la base militaire de Campo de Mayo, sera relevé de sa charge de commandant de ladite base et nommé au poste symbolique d’Interventeur au sein de l’Association du football argentin, qu’il occupera jusqu’à son départ à la retraite le 16 janvier 1946. Il se replia alors totalement sur sa vie privée jusqu’à la fin de sa vie.